# Erano nove celibi
Erano nove celibi (Ils étaient neuf célibataires) è un film del 1939 diretto da Sacha Guitry.